# Municipio Amatenango del Valle
Koordinaten: 16° 31′ N, 92° 26′ W
Amatenango del Valle ist ein Municipio im Zentrum des mexikanischen Bundesstaats Chiapas. Das Municipio liegt in der Sierra Madre de Chiapas. Das Municipio hat etwa 8.700 Einwohner und ist 152,6 km² groß. Verwaltungssitz und größter Ort des Municipios ist das gleichnamige Amatenango del Valle.
Der Name Amatenango kommt zum Teil aus dem Nahuatl und bedeutet ‚Befestigung aus Amatl-Bäumen‘, der spanische Zusatz del Valle bedeutet ‚vom Tal‘.

## Geographie
Das Municipio Amatenango del Valle liegt im Zentrum des mexikanischen Bundesstaats Chiapas auf Höhen zwischen 800 m und 2600 m. Es liegt zur Gänze in der physiographischen Provinz der Sierra Madre de Chiapas sowie gänzlich in der hydrologischen Region Grijalva-Usumacinta. Die Geologie des Municipios wird zu 90 % von Kalkstein bestimmt; vorherrschende Bodentypen sind Leptosol (73 %), Alisol (24 %) und Luvisol (12 %). Etwa 52 % der Gemeindefläche sind bewaldet, etwa 32 % dienen dem Ackerbau.
Das Municipio Amatenango del Valle grenzt an die Municipios Las Rosas, Venustiano Carranza, Teopisca, San Cristóbal de las Casas, Chanal und Comitán de Domínguez.

## Bevölkerung
Beim Zensus 2010 wurden im Municipio 8728 Menschen in 1827 Wohneinheiten gezählt. Davon wurden 5823 Personen als Sprecher einer indigenen Sprache registriert, davon 5448 Sprecher des Tzeltal. Etwa 33 Prozent der Bevölkerung waren Analphabeten. 3.271 Einwohner wurden als Erwerbspersonen registriert, wovon ca. 66 % Männer bzw. 1,6 % arbeitslos waren. 68 % der Bevölkerung lebten in extremer Armut.

## Orte
Das Municipio Amatenango del Valle umfasst 54 bewohnte localidades, von denen nur der Hauptort vom INEGI als urban klassifiziert ist. Zwei der Orte wiesen beim Zensus 2010 eine Einwohnerzahl von über 500 auf, 40 Orte hatten weniger als 100 Einwohner. Die größten Orte sind:
| Ort                   | Einwohner |
| Amatenango del Valle  | 4661      |
| El Madronal           | 0550      |
| San Caralampio Chavín | 0456      |